# Chenopodium pumilio
Chenopodium pumilio é uma espécie de planta com flor pertencente à família Chenopodiaceae. 
A autoridade científica da espécie é R.Br., tendo sido publicada em Prodromus Florae Novae Hollandiae 407. 1810.

## Portugal
Trata-se de uma espécie presente no território português, nomeadamente em Portugal Continental.
Em termos de naturalidade é introduzida na região atrás indicada.

## Protecção
Não se encontra protegida por legislação portuguesa ou da Comunidade Europeia.